# Kim Chân
Kim Chân là một phường thuộc thành phố Bắc Ninh, tỉnh Bắc Ninh, Việt Nam.

## Địa lý
Phường Kim Chân nằm ở phía đông bắc thành phố Bắc Ninh, có vị trí địa lý:
- Phía đông và phía nam giáp thị xã Quế Võ
- Phía tây giáp các phường Đáp Cầu, Thị Cầu và Vũ Ninh
- Phía bắc giáp tỉnh Bắc Giang.

Phường có diện tích tự nhiên 4,54 km², dân số năm 2018 là 11.676 người, mật độ dân số đạt 2.572 người/km².

## Lịch sử
Trước đây, Kim Chân là một xã thuộc huyện Quế Võ.
Ngày 9 tháng 4 năm 2007, Chính phủ ban hành Nghị định 60/2007/NĐ-CP. Theo đó, sáp nhập xã Kim Chân vào thành phố Bắc Ninh.
Ngày 16 tháng 10 năm 2019, Ủy ban thường vụ Quốc hội ban hành Nghị quyết số 787/NQ-UBTVQH14 (nghị quyết có hiệu lực từ ngày 1 tháng 12 năm 2019). Theo đó, thành lập phường Kim Chân trên cơ sở toàn bộ 4,54 km² diện tích tự nhiên và 11.676 người của xã Kim Chân.
Ngày 27 tháng 12 năm 2019, chuyển 5 thôn thuộc xã Kim Chân cũ thành 5 khu phố có tên tương ứng.

## Hành chính
Phường Kim Chân được chia thành 5 khu phố: Kim Đôi, Phú Xuân, Quỳnh Đôi, Đạo Chân, Ngọc Đôi.